# Diascia ausana
Diascia ausana là một loài thực vật có hoa trong họ Huyền sâm. Loài này được Dinter mô tả khoa học đầu tiên năm 1932.